# Самсонов, Анатолий Васильевич
Анато́лий Васи́льевич Самсо́нов (10 (23) апреля 1905, рабочий поселок Сормово, Нижегородская губерния — 12 декабря 1994, Нижний Новгород) — российский и советский художник.

## Биография
Родился в многодетной семье, детей было 10 человек, но выжила лишь половина - он, два брата и две сестры. В 1912 году (в 7 лет) отдан отцом Василием Васильевичем  в Алексеевскую начальную школу, которая в то время размещалась в конце улицы Рождественской.
После трехлетнего обучения школу окончил и поступил (сдав экзамены) в городское «Высшее начальное училище». Обучение было четырехгодичным.
В 1919 году перешёл учиться в опытно-показательную школу. В 1921 году бросил учёбу, не окончив седьмой класс.
В 1923 году сдал экзамены в Нижегородский художественный техникум и был принят на I курс.
В 1927 году окончил техникум и сдал экзамены в Московский высший художественно-технический институт (ВХУТЕИН). 

Учился до 1930 года, окончив три полных курса у преподавателей:
- Михаил Родионов, Сергей Герасимов — рисунок.
- Александр Древин, Надежда Удальцова, Сергей Герасимов, Георгий Ряжский — живопись.
- Владимир Фаворский, Семен Чуйков — композиция.
- Братья Веснины — основы архитектуры.
- Профессор Герман Федоров — цветоведение (Основы учения о цветах).

В 1930 году живописный факультет перевели в г. Ленинград. Слили его с ленинградским ВХУТЕИНом и создали новый институт — «Институт пролетарского изобразительного искусства» (ИНПИИ).
В 1931 году окончил ИНПИИ по монументальному факультету, по отделению «массово-бытовой живописи». 

В качестве дипломной работы выпускники должны были:
- собрать материалы по своей теме;
- скомпоновать предварительные эскизы;
- написать этюды к картине;
- выполнить генеральный эскиз.

Эскиз был на тему «Расстрел Путиловских рабочих у московско-нарвских ворот в 1905 году». За эскиз были поставлены хорошие оценки. И получено звание художника массово-бытовой живописи.
В 1931 году на основании дипломного эскиза был принят в действительные члены Ленинградского АХРРа.
В 1931 году вернулся в Нижний Новгород. Поступил на работу в Канавинский Дворец культуры им. В. И. Ленина на должность художника.
Осенью этого же года был призван на действительную службу в ряды Красной Армии. Служил в 3 московском танковом полку в должности курсанта-одногодичника. В 1932 году демобилизован в звании младшего лейтенанта танковых войск.
После службы в армии вернулся в Нижний Новгород и продолжил работать во Дворце им. В. И. Ленина.
В 1933 году вступил в Горьковское товарищество «Художник» (сейчас Нижегородский государственный выставочный комплекс) в качестве художника. В этом же году на основе небольшой персональной выставки был принят в члены вновь созданного Союза художников.
В 1934 году по рекомендации общего собрания союза был выдвинут на преподавательскую работу вновь открываемого Художественного училища (ул. Пискунова, 4).
С 1934 по 1941 годы преподавал специальные предметы — рисунок, живопись, композицию и технологию живописных материалов.
С 1939 по 1940 годы участие в Финской войне.
В 1941 году мобилизован в ряды Советской Армии. Участвовал в боях на фронтах Отечественной войны: на Юго-Западном фронте (1941, 1943), Воронежском, III Белорусском и I Прибалтийском.
Командир танкового взвода, адъютант танкового батальона.
Бронебатальон в Выксе (Юго-Западный фронт). Участвовал в боях на Курской дуге в составе 3-го Сталинградского механизированного корпуса. Участвовал в прорыве под Оршей (Белорусский фронт); в освобождении Литвы, Латвии, Белоруссии, Витебска.
10.09.1943 награждён медалью «За боевые заслуги».
12.07.1944 награждён орденом «Отечественной войны II степени».
Награждён орденом «Отечественной войны I степени» и орденом «Красной Звезды» (не получил).
В 1944 году Политотделом 3-го Сталинградского мехкорпуса принят кандидатом в члены КПСС.
23 августа 1944 года под г. Елгавой (Латвия) получил тяжёлую травму — перелом обеих костей левой голени и до марта 1945 года находился на излечении в госпитале. Прошёл 12 госпиталей.
С марта 1945 года служил в учебном полку БТ и МВ в г. Москве.
В августе 1945 года демобилизован из рядов Советской Армии. Вернулся в г. Горький.
Осенью 1945 года общим собранием Союза художников был избран в правление Союза художников. Был избран правлением союза ответственным секретарём ГОСХа. Проработал в этой должности до 1948 года.
В июле 1946 года парторганизацией Союза художников принят в члены КПСС.
С 1948 по 1958 годы вернулся на работу в Горьковское художественное училище в качестве преподавателя специальных дисциплин. В течение десяти лет работы в училище партийной организацией училища неоднократно избирался секретарём парторганизации.
С 1958 по 1965 год работал в мастерских Художественного фонда в качестве художника.
В 1965 году по возрасту вышел на пенсию. С выходом на пенсию продолжал работать в области живописи.
Умер 12 декабря 1994 года в Нижнем Новгороде в возрасте 89 лет.

## Семья
- Жена — Нина Алексеевна Безяева (1908—2001), русская художница.
  - Сын — Самсонов Борис Анатольевич, художник.
  - Сын — Самсонов Виктор Анатольевич.